# 荆之琦
荆之琦（？—？），字鸣玉，號璞嚴，南直丹阳县人，明朝政治人物。

## 生平
万历三十一年（1603年）癸卯科应天府乡试第一百十三名举人，萬曆三十二年（1604年）联捷甲辰科二甲第七名进士。户部观政，授南京户部河南司主事，三十四年管理淮安钞关，三十五年升广东司员外郎，三十六年升南京兵部郎中，三十七年养病。三十九年京察降职，四十二年降補两浙运判，四十五年升南京户部主事，四十六年奉差北新关，本年升福建司员外郎，四十八年升郎中，天啓元年（1621年）担任广东惠州府知府，三年拾遗去职。天啓七年降開州知州，崇禎元年升户部员外郎，加郎中，宣府管粮，升山西参议，累官至分守河北道河南布政使司右参议，四年加升副使銜。

## 家族
曾祖荆節。祖荆良佐。父荆懋功，恩貢生。母陸氏。重慶下。